# Leichtathletik-Länderkampf der Frauen 1966 BR Deutschland – Polen
| 9. Leichtathletik-Länderkampf mit bundesdeutscher Beteiligung 1966 | 9. Leichtathletik-Länderkampf mit bundesdeutscher Beteiligung 1966 |
| ------------------------------------------------------------------ | ------------------------------------------------------------------ |
|                                                                    |                                                                    |
| Ländervergleich der Frauen: BR Deutschland – Polen                 |                                                                    |
| Austragungsort                                                     | Wuppertal                                                          |
| Wettbewerbe                                                        | 11                                                                 |
| Datum                                                              | 17. September                                                      |
| 1. POL 2. FRG                                                      | 59 Punkte 58 Punkte                                                |
| Chronik                                                            |                                                                    |
| ← SUI-FRG (M)                                                      | POL-FRG (M) →                                                      |

Den neunten Vergleich des Länderkampfjahres 1966 bestritten wieder die Frauen. Am 17. September, knapp zwei Wochen nach den Europameisterschaften, traten sie in Wuppertal gegen Polen an. In den vorangegangenen Begegnungen hatte es sechs bundesdeutsche Siege gegeben und zwei polnische. Einmal war das Aufeinandertreffen remis ausgegangen. Die Männer führten am selben Wochenende ebenfalls einen Länderkampf mit Polen durch, der aber nicht in Wuppertal, sondern in Polen stattfand.

## Wettbewerbe und Modus
Auf dem Programm standen die bei Länderkämpfen üblichen elf Disziplinen, die identisch waren mit den damals bei Olympischen Spielen angebotenen Frauenwettbewerben. Die Wertung erfolgte durchgängig nach dem Standardsystem.

## Ergebnis
In diesem Vergleich ging es einmal wieder äußerst eng zu. Im Laufbereich lagen die Polinnen mit drei Siegen bei zwei Doppelerfolgen gegenüber zwei Siegen bei einem Doppelerfolg der bundesdeutschen Frauen knapp vorn. Auch die Staffel ging an Polen. Die polnischen Athletinnen gewannen beide Sprungwettbewerbe, einen davon per Doppelerfolg. In der Kategorie Wurf/Stoß dominierten die bundesdeutschen Sportlerinnen. Sie entschieden bei zwei Doppelerfolgen alle drei Wettbewerbe für sich. Am Ende kamen die Polinnen zu einem Sieg mit 59 zu 58 Punkten.

## Resultate

### 100 m
| Platz | Athletin           | Land | Zeit (s) |
| ----- | ------------------ | ---- | -------- |
| 1     | Ewa Kłobukowska    | POL  | 11,4     |
| 2     | Irena Kirszenstein | POL  | 11,5     |
| 3     | Karin Frisch       | FRG  | 11,7     |
| 4     | Renate Meyer       | FRG  | 12,0     |

### 200 m
| Platz | Athletin           | Land | Zeit (s) |
| ----- | ------------------ | ---- | -------- |
| 1     | Irena Kirszenstein | POL  | 23,4     |
| 2     | Ewa Kłobukowska    | POL  | 23,7     |
| 3     | Kirsten Roggenkamp | FRG  | 24,1     |
| 4     | Hannelore Trabert  | FRG  | 24,3     |

### 400 m
| Platz | Athletin         | Land | Zeit (s) |
| ----- | ---------------- | ---- | -------- |
| 1     | Antje Gleichfeld | FRG  | 55,3     |
| 2     | Grażyna Hodorek  | POL  | 56,4     |
| 3     | Gisela Köpke     | FRG  | 56,8     |
| 4     | Teresa Jędrak    | POL  | 57,2     |

### 800 m
| Platz | Athletin         | Land | Zeit (min) |
| ----- | ---------------- | ---- | ---------- |
| 1     | Anita Wörner     | FRG  | 2:07,4     |
| 2     | Karin Kessler    | FRG  | 2:08,5     |
| 3     | Danuta Sobieska  | POL  | 2:09,1     |
| 4     | Sofia Kaliszczuk | POL  | 2:10,7     |

### 80 m Hürden
| Platz | Athletin           | Land | Zeit (s) |
| ----- | ------------------ | ---- | -------- |
| 1     | Elżbieta Bednarek  | POL  | 10,8     |
| 2     | Inge Schell        | FRG  | 10,9     |
| 3     | Danuta Straszyńska | POL  | 11,1     |
| 4     | Renate Balck       | FRG  | 11,1     |

### 4 × 100 m Staffel
| Platz | Besetzung      | Land                                                                  | Zeit (s) |
| ----- | -------------- | --------------------------------------------------------------------- | -------- |
| 1     | Polen          | Elżbieta Bednarek Elżbieta Kolejwa Irena Kirszenstein Ewa Kłobukowska | 44,9     |
| 2     | BR Deutschland | Renate Meyer Hannelore Trabert Karin Frisch Kirsten Roggenkamp        | 45,1     |

### Hochsprung
| Platz | Athletin          | Land | Höhe (m) |
| ----- | ----------------- | ---- | -------- |
| 1     | Jarosława Bieda   | POL  | 1,70     |
| 2     | Danuta Berezowska | POL  | 1,55     |
| 3     | Friderun Valk     | FRG  | 1,55     |
| 4     | Rita Kreß         | FRG  | 1,55     |

### Weitsprung
| Platz | Athletin             | Land | Weite (m) |
| ----- | -------------------- | ---- | --------- |
| 1     | Irena Kirszenstein   | POL  | 6,34      |
| 2     | Helga Hoffmann       | FRG  | 6,26      |
| 3     | Heide Rosendahl      | FRG  | 6,14      |
| 4     | Mirosława Sałacinska | POL  | 6,05      |

### Kugelstoßen
| Platz | Athletin            | Land | Weite (m) |
| ----- | ------------------- | ---- | --------- |
| 1     | Marlene Fuchs       | FRG  | 16,06     |
| 2     | Liesel Westermann   | FRG  | 14,70     |
| 3     | Eugenia Ciarkowska  | POL  | 14,64     |
| 4     | Elzbieta Michalczak | POL  | 13,75     |

### Diskuswurf
| Platz | Athletin           | Land | Weite (m) |
| ----- | ------------------ | ---- | --------- |
| 1     | Liesel Westermann  | FRG  | 55,13     |
| 2     | Kazimiera Rykowska | POL  | 51,78     |
| 3     | Kriemhild Limberg  | FRG  | 51,24     |
| 4     | Zyta Mojek         | POL  | 48,80     |

### Speerwurf
| Platz | Athletin           | Land | Weite (m) |
| ----- | ------------------ | ---- | --------- |
| 1     | Ameli Koloska      | FRG  | 53,75     |
| 2     | Anneliese Gerhards | FRG  | 53,24     |
| 3     | Lucyna Krawcewicz  | POL  | 51,95     |
| 4     | Daniela Tarkowska  | POL  | 50,39     |